# Thái hoàng thái hậu
Thái hoàng thái hậu (chữ Hán: 太皇太后; Kana: たいこうたいごうTaikōtaigō; Hangul: 태황태후Tae Hwang Tae Hu; tiếng Anh: Grand Empress Dowager hay Grand Empress Mother), thông thường được giản gọi là Thái Hoàng (太皇) hay Thái Mẫu (太母), là tước vị pháp định dành cho bà nội của Hoàng đế đang tại vị, trên tước vị Hoàng thái hậu dành cho mẹ của Hoàng đế, được dùng trong gia đình hoàng gia của các khối tương văn Trung Quốc, Nhật Bản và Việt Nam.
Cũng như trường hợp của Hoàng thái hậu, vị Hoàng đế tại vị có thể là Thứ xuất (mẹ là phi tần mà không phải Hoàng hậu), hoặc là từ dòng bên nhập tự, do đó có nhiều trường hợp mà Thái hoàng thái hậu có thể không thật sự là bà nội về mặt huyết thống của Hoàng đế tại vị mà chỉ là trên pháp lý. Trong hệ thống tước vị dành cho hậu phi, thì tước xưng này luôn là cao quý nhất, do vậy cũng có nhiều trường hợp người được tôn xưng chỉ đơn giản là đứng đầu phái nữ trong hoàng gia, mà không nhất thiết là bà nội của Hoàng đế.
Trong lịch sử Việt Nam, thời đại nhà Nguyễn còn chế định thêm một tước vị độc nhất vô nhị dựa trên danh hiệu Thái hoàng thái hậu, là Thái thái hoàng thái hậu (太太皇太后), dùng để tôn xưng cho một mình bà Từ Dụ (Nghi Thiên Chương Hoàng hậu), lúc này đã là Hoàng tằng tổ mẫu (bà cố) trên danh nghĩa của vua Thành Thái..

## Lịch sử
Tước hiệu ["Thái hoàng thái hậu"] dùng để tôn vinh người bà nội của Hoàng đế, địa vị ở trên các Hoàng thái hậu. Tước vị này lần đầu xuất hiện vào thời Tây Hán, ghi nhận trường hợp Bạc Cơ, mẹ của Hán Văn Đế Lưu Hằng và là bà nội của người kế nhiệm, Hán Cảnh Đế Lưu Khải. Trước đó, Hoàng thái hậu Lữ Trĩ tuy là bà nội của Lưu Cung và Lưu Hồng, song bà vẫn chỉ xưng làm Hoàng thái hậu, mà không phải Thái hoàng thái hậu.
Tuy nhiên, bộ Sử ký Tư Mã Thiên không ghi lại danh hiệu này thời Cảnh Đế và chỉ gọi Bạc thị là ["Thái hậu"] và người đầu tiên ghi nhận lại là Hiếu Văn Đậu hoàng hậu, mẹ của Hán Cảnh Đế dưới thời cháu nội là Hán Vũ Đế Lưu Triệt. Đến sách Hán thư, đã công nhận danh hiệu này xuất hiện trước đó, nhầm tấn tôn Bạc Cơ. Tiếp theo đó, từ nhà Hán làm nền tảng, các triều đại của Trung Quốc vẫn xem danh hiệu này là cao quý nhất. Danh vị này, sau đó truyền qua các triều đình theo văn hóa Hoa Hạ, như Việt Nam và Nhật Bản. Tại Việt Nam, danh hiệu này lần đầu tiên được biết đến là vào thời nhà Trần, người đầu tiên được tôn vị là Tuyên Từ hoàng hậu.
Khi Từ Hi Hoàng thái hậu lâm chung, chỉ định Phổ Nghi kế vị. Vì Từ Hi là bà nội trên pháp lý của Phổ Nghi, nên trong ngày hôm đó bà được tôn là Thái hoàng thái hậu, trước khi qua đời vài giờ sau. Đó cũng là vị Thái hoàng thái hậu cuối cùng của nhà Thanh và trong toàn bộ lịch sử Trung Quốc, cũng là Thái hoàng thái hậu tại vị ngắn nhất trong lịch sử.

## Quy chế

### Tấn tôn
Danh vị Thái hoàng thái hậu là danh vị cao nhất của một nữ quyến hoàng thất trong một gia đình hoàng tộc của các quốc gia Đông Á. Khi sách phong cho một Thái hoàng thái hậu, cũng như Hoàng thái hậu, đó gọi là 「Tấn tôn; 晉尊」, có Sách bảo (册宝) do chính Hoàng đế dẫn đầu bá quan văn võ đến dâng tiến trong đại lễ tấn tôn, quy định về tấn tôn.
Việc tấn tôn Thái hoàng thái hậu thường chia ra làm hai trường hợp chính:
- Chuẩn Tổ mẫu (准祖母): Khi 2 lần Hoàng đế băng hà (2 Hoàng đế đó là cha con), thì Hoàng hậu (vợ chính) của Hoàng đế băng hà lần đầu đó trở thành Thái hoàng thái hậu. Theo góc độ này, Thái hoàng thái hậu là bà nội về mặt pháp lý của Hoàng đế, tức [Đích tổ mẫu; 嫡祖母], lại gọi [Thúc tổ mẫu; 叔祖母] hay [Bá tổ mẫu; 伯祖母] tùy theo vai vế của Hoàng đế.
- Thân Tổ mẫu (親祖母): Hoàng đế mới lên ngôi có thể tôn phong bà nội ruột của mình làm Thái hoàng thái hậu, dù người bà nội này không phải là Hoàng thái hậu của Hoàng đế trước hay Hoàng hậu của Hoàng đế đời trước nữa. Tuy nhiên trường hợp này rất hiếm trong lịch sử, do tính chất kế tự đầy chặt chẽ qua các triều đại thường không cho phép thân thích của Hoàng đế, mà vốn không phải Hoàng hậu đời trước.

Vì tôn hiệu đặc thù, trong nhiều triều đại tuy có thể có trên 2 vị Hoàng thái hậu, nhưng hầu như không có 2 vị Thái hoàng thái hậu cùng tôn vị. Điều cực hiếm này lại xảy ra cuối triều đại nhà Nguyễn ở Việt Nam, có Khôn Nguyên Xương Minh Thái hoàng thái hậu cùng Khôn Nghi Xương Đức Thái hoàng thái hậu thời Bảo Đại.

### Các ngoại lệ
Mặt khác, vì vấn đề chính trị, cũng có nhiều tổ mẫu của Hoàng đế không tấn tôn địa vị Thái hoàng thái hậu. Điển hình như Lữ Thái hậu thời Hán Tiền Thiếu Đế Lưu Cung, tuy là Hoàng tổ mẫu của Hoàng đế nhưng vẫn giữ danh hiệu Hoàng thái hậu. Thời Đông Hán, Hiếu Nhân Đổng hoàng hậu, mẹ của Hán Linh Đế Lưu Hoằng, tuy là bà nội của Hán Thiếu Đế Lưu Biện và Hán Hiến Đế Lưu Hiệp nhưng chưa từng nhận qua danh vị Thái hoàng thái hậu. Lại có Thiệu Thái hậu, bà nội của Minh Thế Tông, tuy là Hoàng tổ mẫu nhưng chưa từng được tôn làm Thái hoàng thái hậu, sau khi qua đời mới có thụy hiệu là Hiếu Huệ Thái hoàng thái hậu mà thôi.
Bên cạnh đó, cũng không thiếu một số các trường hợp Thái hoàng thái hậu không phải bà nội của Hoàng đế. Như Hiếu Chiêu Thượng Quan hoàng hậu vào thời Hán Nguyên Đế là "Thúc tằng tổ mẫu" (bà cố) của Hoàng đế, cũng chỉ giữ danh hiệu Thái hoàng thái hậu. Hoặc như Hiếu Nguyên hậu Vương Chính Quân thời Nhũ Tử Anh, trên danh nghĩa là đường tằng tổ mẫu (bà cố) của Hoàng đế, nhưng cũng chỉ tự tôn làm Thái hoàng thái hậu. Lại có Ý An Quách hoàng hậu, qua các triều đã là Thái hoàng thái hậu, nên dưới thời Đường Tuyên Tông vẫn giữ danh hiệu.
Tại Việt Nam, vai vế không đồng nhất cũng xuất hiện vào thời đại nhà Nguyễn. Khi Vua Hiệp Hòa nối ngôi sau khi Vua Dục Đức bị phế, di chiếu của Vua Tự Đức đã định sẵng nên tôn Hoàng thái hậu Phạm thị làm Từ Dụ Thái hoàng thái hậu. Vua Hiệp Hòa là con út của Vua Thiệu Trị, do vậy là con chồng của bà Từ Dụ và là em trai của Vua Tự Đức, nhưng vì tôn trọng di chiếu mà nhà Vua vẫn tôn mẹ cả Phạm thị làm Thái hoàng thái hậu.

## Biến thể

### Trung Quốc
Thời Hán Ai Đế Lưu Hân, do Ai Đế là nhận Hán Thành Đế làm hoàng phụ, trở thành Thái tử, nên khi lên ngôi ông nhận đích tổ mẫu là Vương Chính Quân làm Thái hoàng thái hậu và Hoàng hậu Triệu thị của Thành Đế làm Hoàng thái hậu. Nhưng ông vẫn tôn kính mẹ đẻ Đinh Cơ và bà nội là Phó Thái hậu, luôn tìm cách nâng địa vị của họ.
Thời kì này vẫn chưa có hệ thống huy hiệu hoàn chỉnh, do vậy Hán Ai Đế đã liên tiếp nghĩ ra nhiều dị thể từ danh hiệu Hoàng hậu và Hoàng thái hậu vốn có, và cuối cùng tạo nên một thời kì mà trong cung có một lúc 4 vị Thái hậu với những danh hiệu chưa từng có: 
- Hoàng thái hậu Vương Chính Quân là 「Thái hoàng thái hậu; 太皇太后」;
- Thành Đế hoàng hậu Triệu Phi Yến trở thành 「Hoàng thái hậu; 皇太后」;
- Tổ mẫu Phó thị được tôn làm 「Cung Hoàng thái hậu; 恭皇太后」; sau là 「Đế thái thái hậu; 帝太太后」 rồi 「Hoàng thái thái hậu; 皇太太后」;
- Sinh mẫu Đinh Cơ được tôn làm 「Cung Hoàng hậu; 恭皇后」, rồi là 「Đế thái hậu; 帝太后」;

Thời Bắc Chu, Bắc Chu Tĩnh Đế Vũ Văn Diễn kế vị, cả hai vị Thái hậu tổ mẫu của Hoàng đế là Thiên Nguyên Thượng Hoàng thái hậu A Sử Na thị và Thiên Nguyên Thánh Hoàng thái hậu Lý thị đều còn sống. Triều đình Bắc Chu khi ấy quyết định:
- Thiên Nguyên Thượng Hoàng thái hậu A Sử Na thị làm 「Thái hoàng thái hậu; 太皇太后」;
- Thiên Nguyên Thánh Hoàng thái hậu Lý thị là 「Thái đế thái hậu; 太帝太后」;

### Các quốc gia đồng văn
Ở Hàn Quốc, nhà Triều Tiên chỉ xưng Vương, và hôn phối gọi là Vương phi, trên một đời là Vương đại phi, trên nữa là 「Đại vương đại phi; 大王大妃」. Sau khi qua đời mới tôn gọi là Vương hậu. Khác với Trung Quốc và Việt Nam, Đại vương đại phi của Triều Tiên không xét mối quan hệ của Đại phi với Quốc vương, mà chỉ đơn giản là tính theo số đời, cứ lên một đời là tăng, do vậy có nhiều trường hợp Đại vương đại phi không phải tổ mẫu của Quốc vương mà là Đích mẫu, như Nhân Nguyên Vương hậu thời Triều Tiên Anh Tổ vậy.
Trong lịch sử Nhật Bản, pháp định dành cho địa vị của Thái hoàng thái hậu không nhất định chỉ dành cho tổ mẫu của Thiên Hoàng, mà dựa vào địa vị từng có theo các đời tương tự Triều Tiên. Ví dụ như Chính Tử Nội thân vương (正子內親王), Hoàng hậu của Thiên hoàng Junna, vốn là thúc mẫu của vị Thiên hoàng tiếp theo là Thiên hoàng Ninmyō nên được tôn làm Hoàng thái hậu, đến triều tiếp theo là Thiên hoàng Montoku thì lại được tôn làm Thái hoàng thái hậu. Hoặc như Quất Gia Trí Tử, sinh mẫu của Thiên hoàng Ninmyō được con trai tôn làm Thái hoàng thái hậu, vì ở triều đại Thiên hoàng trước đó bà đã là Hoàng thái hậu. Vào cuối thời Heian, Thái hoàng thái hậu theo pháp định cũng dần trở thành một loại vinh hàm, chỉ dùng để sắc phong cho nữ quyến trong hoàng thất có địa vị cao, như Nhị Điều Hoàng thái hậu Lệnh Tử Nội thân vương (令子內親王). Từ khi Đằng Nguyên Đa Tử (藤原多子) của Thiên hoàng Konoe được sách phong đến nay, Nhật Bản đã qua 800 năm chưa từng xuất hiện lại một người phụ nữ nào mang danh vị Thái hoàng thái hậu.
Trong khi ở lịch sử Việt Nam, hoàng thất nhà Trần, nhà Hậu Lê, nhà Mạc, nhà Nguyễn đều tôn xưng Thái hoàng thái hậu theo đúng vai vế tương tự Trung Quốc. Các chúa Trịnh xưng Vương, quyền thay Hoàng đế nhà Lê, nên cũng mô phỏng quy cách hoàng thất, tôn bà nội của chúa là 「Thái tôn thái phi; 太尊太妃」. Một số trường hợp Thái tôn Thái phi được Hoàng đế nhà Lê thiện đãi, gia phong tôn hiệu, đều thường là 「Quốc mẫu; 國母」 hay 「Quốc Thái mẫu; 國太母」. Vào thời nhà Nguyễn, Nghi Thiên Chương Hoàng hậu vào thời Thành Thái, đã là Đích tằng tổ mẫu (bà cố) của đương kim Hoàng đế. Trong lịch sử, bà cố của Hoàng đế không được ghi lại tôn hiệu, nên Thành Thái đã chế định ra tôn hiệu cho bà, gọi là 「Từ Dụ Bác Huệ Khang Thọ Thái thái hoàng thái hậu; 慈裕博惠康壽太太皇太后」, và đây cũng là danh hiệu duy nhất tồn tại dành cho Tằng tổ mẫu của Hoàng đế trong lịch sử các quốc gia đồng văn Đông Á.

## Nhân vật nổi tiếng

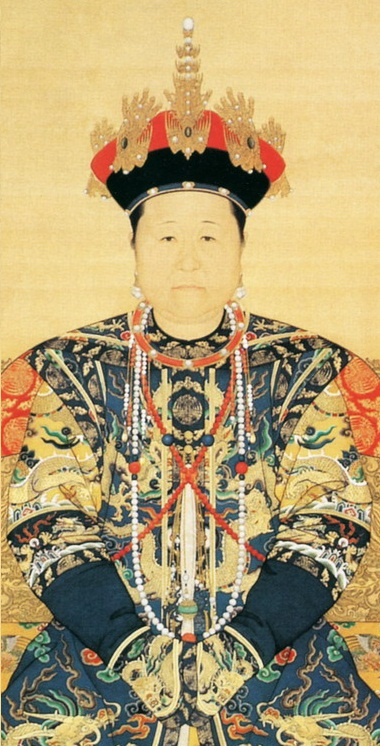
Chiêu Thánh Thái hoàng thái hậu.

Từ Dụ Thái hoàng thái hậu.

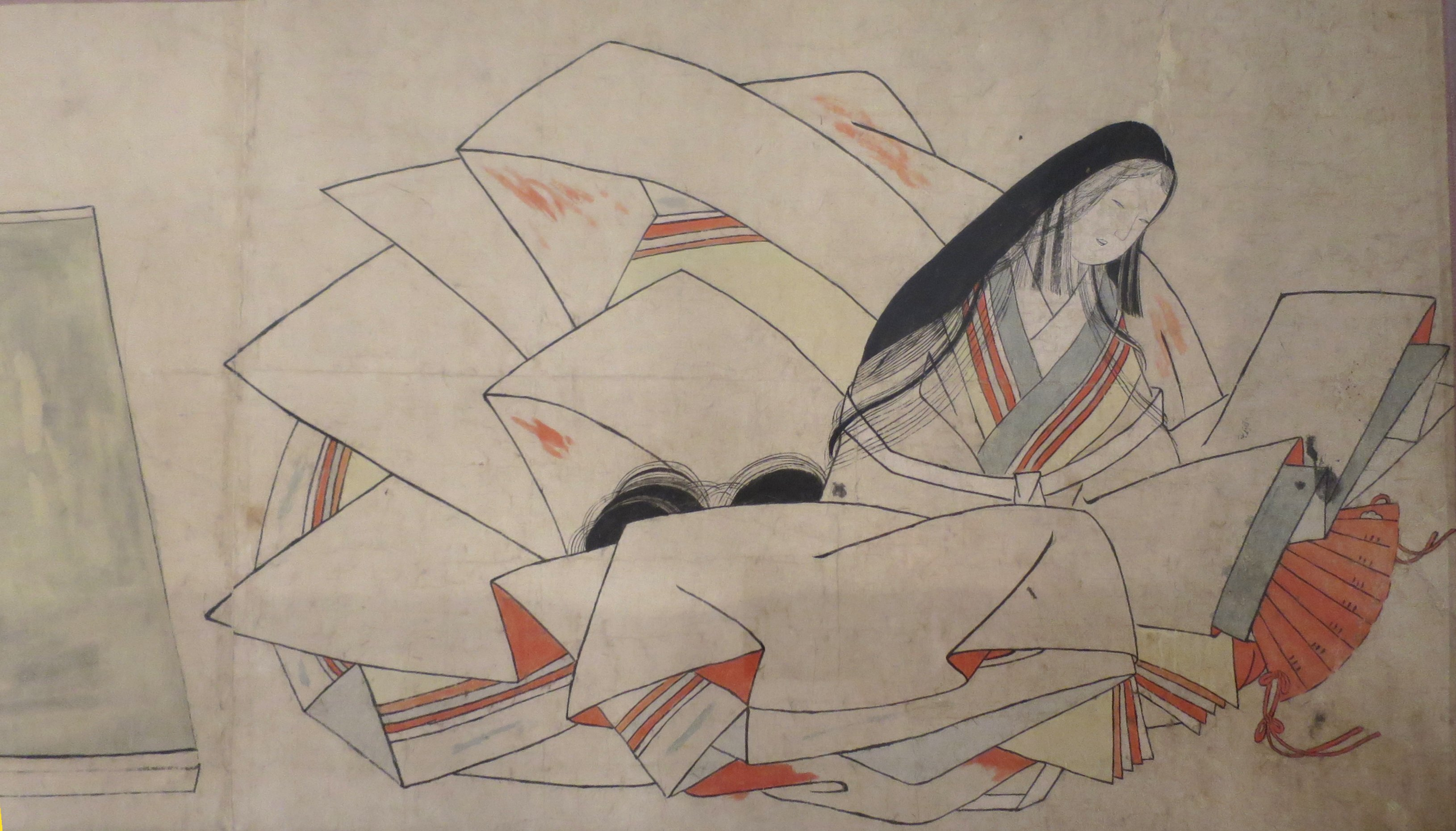
Quất Gia Trí Tử.

### Trung Quốc
1. Bạc Thái hoàng thái hậu - phi tần của Hán Cao Tổ Lưu Bang, mẹ của Hán Văn Đế, bà nội của Hán Cảnh Đế. Bà được xem là Thái hoàng thái hậu đầu tiên được ghi nhận của Trung Quốc, cũng như toàn bộ Đông Á.
2. Thái hoàng thái hậu Vương Chính Quân - Hoàng hậu thời Hán Nguyên Đế, mẹ ruột của Hán Thành Đế và là cô của Vương Mãng. Nắm trong tay quyền to, Vương Thái hoàng chịu trách nhiệm không nhỏ trong sự sụp đổ của triều Tây Hán. Đồng thời, bà là vị Hoàng hậu cuối cùng của triều Hán có tôn xưng Thái hoàng thái hậu.
3. Quách Thái hoàng thái hậu - Quý phi của Đường Hiến Tông, mẹ của Đường Mục Tông, đồng thời là bà nội của Đường Kính Tông, Đường Văn Tông và Đường Vũ Tông. Bà là 1 trong 2 vị Thái hoàng thái hậu của triều Đường, trải qua 7 triều Đường Đế.
4. Từ Thánh Tào Thái hoàng thái hậu - Hoàng hậu của Tống Nhân Tông, dưỡng mẫu của Tống Anh Tông và đích tổ mẫu của Tống Thần Tông. Bà lâm triều dưới thời Anh Tông và cùng cháu mình Cao Thái hậu phản đối tân pháp Vương An Thạch thời Thần Tông, hiền minh, siêng năng, tiết kiệm, cai trị anh minh có hiệu quả. Bà cùng cháu gái được sử xưng là "Nữ trung Nghiêu Thuấn", là bậc hiền minh của nữ giới.
5. Tuyên Nhân Cao Thái hoàng thái hậu - Hoàng hậu của Tống Anh Tông, mẹ sinh của Tống Thần Tông và là bà nội của Tống Triết Tông cùng Tống Huy Tông. Thời Triết Tông, bà lâm triều xưng chế, cai trị hiệu quả anh minh, được sử xưng gọi "Nữ trung Nghiêu Thuấn", là bậc hiền minh của nữ giới.
6. Thành Túc Hoàng hậu- hoàng hậu của Tống Hiếu Tông.
7. Tạ Đạo Thanh- Hoàng hậu của Tống Lý Tông.
8. Thành Hiếu Chiêu Thái hoàng thái hậu- Hoàng hậu của Minh Nhân Tông, mẹ của Minh Tuyên Tông, bà nội của Minh Anh Tông và Minh Đại Tông. Bà là vị Thái hoàng thái hậu đầu tiên của nhà Minh.
9. Thánh Từ Nhân Thọ Thái hoàng thái hậu- Quý phi của Minh Anh Tông, mẹ của Minh Hiến Tông, bà nội của Minh Hiếu Tông. Bà là vị Thái hoàng thái hậu thứ hai của nhà Minh.
10. Từ Thánh Thái hoàng thái hậu- Hoàng hậu của Minh Hiến Tông, đích mẫu của Minh Hiếu Tông, bà nội của Minh Vũ Tông. Bà là vị Thái hoàng thái hậu thứ ba, cũng là cuối cùng của nhà Minh.
11. Chiêu Thánh Thái hoàng thái hậu - phi tần của Hoàng Thái Cực, mẹ của Thanh Thế Tổ Thuận Trị Đế. Bà trở thành Thái hoàng thái hậu dưới thời cháu nội là Thanh Thánh Tổ Khang Hi Đế. Bà nổi tiếng là người chủ trì nội chính hiệu quả, giúp tạo nên Khang-Càn thịnh thế của triều Thanh.
12. Từ Hi Thái hoàng thái hậu - phi tần của Thanh Văn Tông Hàm Phong Đế, mẹ của Thanh Mục Tông Đồng Trị Đế. Là 1 trong 2 vị Thái hậu thực hiện thùy liêm thính chính của triều Thanh, bà cũng đồng thời là Thái hoàng thái hậu cuối cùng trong lịch sử Trung Quốc, tại vị 1 ngày trước khi qua đời dưới thời Tuyên Thống Đế.

### Việt Nam
1. Tuyên Thánh Thái hoàng thái hậu - Hoàng hậu của Trần Minh Tông, mẹ ruột của Trần Dụ Tông, bà nội trên danh nghĩa của Hôn Đức công Dương Nhật Lễ. Được tôn xưng "Nữ trung Nghiêu Thuấn" do đức độ.
2. Trường Lạc Thái hoàng thái hậu - Hậu cung phi tần của Lê Thánh Tông, mẹ ruột của Lê Hiến Tông, tổ mẫu của 2 vị hoàng đế liên tiếp sau đó là Lê Túc Tông và Lê Uy Mục. Bị Uy Mục Đế sát hại do không đồng thuận trong việc lập ông kế vị sau khi Túc Tông băng hà.
3. Nhân Tuyên Thái hoàng thái hậu - Nhị giai phi của Gia Long Đế, mẹ ruột của Minh Mạng Đế và là tổ mẫu của Thiệu Trị Đế. Bà nổi tiếng về sự nghiêm khắc, giáo dục và khuyên răn con trai là Vua Minh Mạng, cháu nội là Vua Thiệu Trị nhiều điều, thấy được huyền tôn, tức cháu 5 đời được sinh ra (Ngũ đại đồng đường), hưởng hết phú quý cùng vinh hiển suốt 30 năm. Bà cùng Từ Dụ Thái thái hoàng thái hậu được xem là 2 vị Thái hoàng tiêu biểu nhất của triều Nguyễn, được sử quán triều Nguyễn tán dương.
4. Từ Dụ Thái thái hoàng thái hậu - Quý phi của Thiệu Trị Đế, sinh mẫu của Tự Đức Đế, sống qua các đời Hoàng đế Dục Đức, Hiệp Hoà, Kiến Phúc, Hàm Nghi, Đồng Khánh lẫn Thành Thái. Bà nổi tiếng đức độ, là bà hoàng hưởng tuổi thọ cao nhất (được ghi nhận) trong lịch sử Việt Nam.
5. Trang Ý Thái hoàng thái hậu - Hoàng quý phi của Tự Đức Đế, nuôi dưỡng Dục Đức Đế. Thời Thành Thái, được tôn làm Thái hoàng thái hậu. Bà nổi tiếng vì là 1 trong 3 người được nhận tước vị Hoàng hậu khi còn sống, bên cạnh Thừa Thiên Cao hoàng hậu và Nam Phương hoàng hậu.
6. Khôn Nguyên Xương Minh Thái hoàng thái hậu - Hoàng quý phi của Đồng Khánh, đích mẫu của Khải Định và là đích tổ mẫu của Bảo Đại. Xưng Đức Thánh Cung, bà đồng tại vị với Khôn Nghi Xương Thánh Thái hoàng thái hậu.
7. Khôn Nghi Xương Thánh Thái hoàng thái hậu - Hậu cung phi tần của Đồng Khánh, sinh mẫu của Khải Định và là hoàng tổ mẫu của Bảo Đại. Xưng Đức Tiên Cung, bà là vị Thái hoàng thái hậu cuối cùng trong lịch sử Việt Nam.

### Nhật Bản
1. Đằng Nguyên Cung Tử (Fujiwarano Miyako -藤原宮子) - Phu nhân của Thiên hoàng Văn Vũ, sinh mẫu của Thiên hoàng Thánh Vũ và là bà nội của Thiên hoàng Hiếu Khiêm. Là con gái của đại thần Fujiwara no Fuhito, được tôn làm Thái hoàng thái hậu dưới thời cháu gái là Thiên hoàng Hiếu Khiêm. Do đó, bà là Thái hoàng thái hậu được ghi nhận đầu tiên của lịch sử Nhật Bản, cũng là Thái hoàng thái hậu hiếm hoi tại vị khi cháu nội lại là một Nữ hoàng.
2. Quất Gia Trí Tử (Tachibana Kachiko - 橘嘉智子) - Hoàng hậu của Thiên hoàng Tha Nga, sinh mẫu của Thiên hoàng Nhân Minh. Khi Thiên hoàng Thuần Hòa kế vị, đã tôn bà làm Hoàng thái hậu, đến khi con trai bà là Thiên hoàng Ninmyō lên ngôi, lại tiếp tục dâng thêm huy hiệu, gọi Thái hoàng thái hậu. Đây là trường hợp Thái hoàng thái hậu lại là mẹ ruột của Thiên hoàng.
3. Chính Tử Nội thân vương (正子內親王[liên kết hỏng]) - Hoàng hậu của Thiên hoàng Thuần Hòa. Bà vốn là con gái của Thiên hoàng Tha Nga, em gái cùng mẹ của Thiên hoàng Nhân Minh, bà được Thiên hoàng Văn Đức tấn tôn vị hiệu Thái hoàng thái hậu, là Thái hoàng thái hậu đầu tiên xuất thân từ hoàng tộc Nhật Bản.
4. Đằng Nguyên Ổn Tử (Fujiwara Hideko - 藤原穩子[liên kết hỏng]) - Trung cung của Thiên hoàng Đề Hồ, sinh mẫu của Thiên hoàng Chu Tước và Thiên hoàng Thôn Thượng. Bà là trường hợp thứ hai tại vị Thái hoàng thái hậu dưới thời con trai, do Thiên hoàng Thông Thượng khi lên ngôi đã tôn bà làm Thái hoàng thái hậu.
5. Trinh Tử Nội thân vương (禎子內親王[liên kết hỏng]) - Hoàng hậu của Thiên hoàng Hậu Chu Tước, sinh mẫu của Thiên hoàng Hậu Tam Điều. Bà là con gái của Thiên hoàng Tam Điều, cũng là Thái hoàng thái hậu cuối cùng xuất thân hoàng tộc được tôn vị Thái hoàng thái hậu bởi chính con trai mình.
6. Đằng Nguyên Đa Tử (Fujiwara Takako - 藤原多子) - Hoàng hậu của Thiên hoàng Cận Vệ và Thiên hoàng Nhị Điều. Được xưng gọi 「Nhị đại chi Hậu; 二代之后」, bà là Thái hoàng thái hậu cuối cùng (tính đến hiện tại) trong lịch sử Nhật Bản.